# Aeolacris octomaculata
Aeolacris octomaculata är en insektsart som först beskrevs av Scudder, S.H. 1869.  Aeolacris octomaculata ingår i släktet Aeolacris och familjen Romaleidae. Inga underarter finns listade i Catalogue of Life.